# Église Santa Marina de Cordoue
L'église Santa Marina de Aguas Santas est une église de la ville de Cordoue, en Espagne. Elle est l'une des douze églises fernandines de Cordoue. Elle fut édifiée dans la ville après la conquête de Ferdinand III de Castille sur les Maures au XIIIe siècle. La structure combine des styles proto-gothique, mudéjar et, dans une moindre mesure, des éléments de style roman tardif.

## Histoire
L'église, une des plus anciennes du groupe des Fernandines, a été édifiée dans la seconde moitié du XIIIe siècle là où se trouvaient auparavant, une église wisigothe du VIIe siècle et une mosquée maure. Il n'en subsiste aucune trace aujourd'hui.

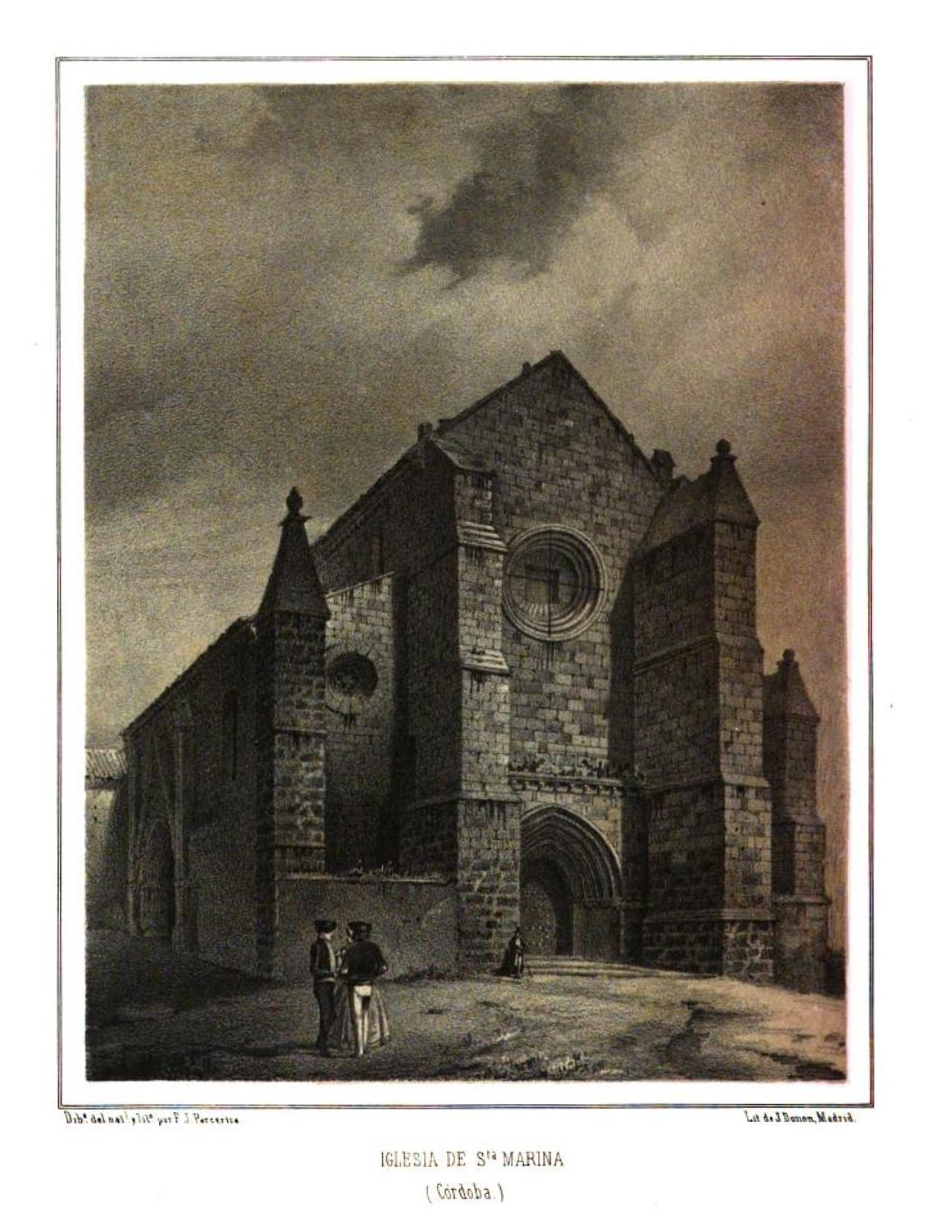
L'église dans un dessin de Francisco Javier Parcerisa publié dans Recuerdos y bellezas de España en 1855.

Le 23 juin 1880, l'église a subi un incendie, ce qui a nécessité une restauration de deux ans. D'autres rénovations ont été effectuées aux XIXe et XXe siècles au cours desquelles l'aspect médiéval de l'édifice a été restauré, en supprimant les ajouts baroques mis en place après les dégâts causés par les tremblements de terre de 1680 et 1755.
L'église est un monument national depuis 1931.

## Architecture
L'église a une forme rectangulaire. Le plan est divisé en une nef et deux ailes, la nef est beaucoup plus élevée. Les ailes sont séparées de la nef par de grandes arcades en arc brisé.
La façade se caractérise par quatre grands arcs-boutants asymétriques, se terminant par des pinacles, ils correspondent à la séparation entre les trois parties intérieures. Sont également présents une rosace centrale, des petites fenêtres circulaires, et des alfizs sur l'ogive du portail principal. La partie de la façade correspondant à l'aile gauche dispose d'un portail secondaire, surmontée d'un arc triangulaire.
Les absides sont polygonales. Dans l'aile droite se trouve la sacristie, construite au XVe siècle. L'abside de l'aile gauche a été adaptée pour abriter une chapelle de style baroque en 1630. Le clocher date du XVIe siècle.
Le retable de la chapelle principale est l'œuvre d'Antonio del Castillo y Saavedra et les sculptures de l'artiste local Gómez de Sandoval.